# فرنگستان
فرنگستان اصطلاحی بود که مسلمانان و ایرانیان در قرون وسطی و دوره‌های تاریخی پس از آن برای اشاره به اروپای غربی یا لاتین به کار می‌بردند.
فرنگستان در لغت به معنای سرزمین فرانک‌ها است که از فرنگ که شکل پارسی‌سازی شده فرانک است به اضافه پسوند -ستان از زبان فارسی ایجاد شده‌است.

## تاریخچه
در طول جنگ‌های صلیبی، مسلمانان خاورمیانه مسیحیان اروپای غربی یا لاتین، که در اصل نامی برای ساکنان بزرگترین قلمرو مسیحی لاتین در اروپا، فرانسیا (فرانک) بود، که نام خود را به پادشاهی فرانسه داد.
این نام در تضاد با نام «رومی» بود که اعراب برای همسایگان قدیمی مسیحی شرقی خود، مسیحیان ارتدکس یونانی ساکن امپراتوری بیزانس (روم شرقی) به کار می‌بردند، که به معنای اهل روم (مشتق از «رم») یعنی امپراتوری روم شرقی در قرون وسطی به مرکزیت قسطنطنیه است.
از آنجایی که فرانک‌ها (فرانسوی‌ها) بخش قابل توجهی از نیروی جنگ صلیبی اول را تشکیل دادند و فرانسوی باستان به زبان غالب در ایالت‌های صلیبی قرن دوازدهم (به ویژه شاهزاده‌نشین انطاکیه) تبدیل شد، اصطلاح فرانک می‌توانست به معنای هر مسیحی اروپای غربی (لاتین) (اعم از فرانک، ساکسون، فلاندری و غیره) باشد. فرنگستان در واقع یک منطقه کاملاً مشخص نبود و به هر سرزمین پیرو مسیحیت غربی در اروپا اطلاق می‌شد.
برعکس، مسیحیان عموماً مسلمانان را سارازن یا مور می‌نامیدند، که هر دو به ترتیب به نام قبایل محلی در عربستان و مورتانیا بودند.
اصطلاح فرنگستان در منابع امپراتوری عثمانی تا اواخر قرن هفدهم مورد استفاده قرار می‌گرفت. در ایران نیز این واژه تا پایان سلسله قاجار همچنان مورد استفاده قرار می‌گرفت، چنان‌که در مکاتبات مختلف و اسناد اداری آن عصر برای اشاره به کشورهای اروپایی مشاهده شده‌است. سایر مشتقات این واژه مانند فرنگ (اسم)، فرنگی (صفت) و واژه‌های مرکب مانند فرنگی‌مآب در فارسی نو با بسامد کمتر و بدون بار منفی به کار می‌روند. در زبان هندی نیز به‌طور کلی همه اروپایی‌ها هنوز به عنوان فیرنگ شناخته می‌شوند.